# 춘천 전투
춘천 전투(春川戰鬪, 영어: Battle of Chuncheon)는 한국 전쟁 초기 1950년 6월 25일~ 6월 30일까지 춘천, 홍천 일대에서 대한민국 국군과 조선 인민군이 벌인 전투이다. 결과적으로 북한군이 춘천 점령에 성공했으나 대한민국 국군의 강한 저항으로 인해 지연전으로 이어지면서 전략적으로는 남침 계획에 상당한 차질이 생겼다.

## 배경
당시 김종오 대령이 이끄는 제6사단은 지휘소를 원주에 두고 우익은 789고지를 경계로 하여 이성가 대령이 이끄는 제8사단과 그리고 좌익은 주목리를 사이에 두고 유재흥 준장이 이끄는 제7사단과 각각 연계하고 있었다.
이때 사단의 우일선인 함병선 대령이 이끄는 제2연대는 지휘소를 공천에 두고 그 예하의 제3대대는 연대의 오른쪽 제 1선으로 789고지-우준리 간을, 그리고 제1대대는 왼쪽 제 1선으로 873고지-오산동 간을 각각 방수하고 있었으며 제2대대는 연대 예비로서 당포리에 배치하였다.
임부택 중령이 이끄는 제7연대는 춘천에 지휘소를 두고 제2대대는 제2연대1대대와 연계하여 양통리까지, 그리고 제3대대는 이에 이어 주목리까지 각각 진지를 점령하고 있었는데, 이 중 제11 및 12 양 중대는 연대의 예비인 제1대대와 함께 춘천에 있었다.
제7연대는 그 전해인 1949년 2월 20일에 사단으로 예속되어 청주로부터 원주로 약진하여 2개월간의 교육을 마친 후 5월 3일에는 현 진지 춘천으로 진입하여 서종철 중령이 이끄는 제8연대로부터 인수받고 3개월 뒤인 8월 6일에는 신남으로 침습한 1개 대대 규모의 북한군을 포착해 섬멸하는 경험을 쌓기도 하였다.
뿐만 아니라 13개월간에 걸친 방어로 해당 지역의 지형을 숙지하게 되고 또한 군관민의 통제가 어느 곳보다도 공고하였다.
또한 제7연대는 대대전투훈련을 마쳤으며 우수한 장교의 피교육차출을 기피하는 당시의 풍조를 깨고 대부분의 장교들을 해당학교에 파견하여 보수과정교육을 마치도록 하였다.
진지공사에 있어서는 춘천정면은 제7연대가 진입하자마자 전선으로부터 시내가 불과 12km밖에 떨어져 있지 않음을 감안하고 공사를 서둘렀는데 육군본부에서는 예산상 공사를 지원할 수 없다는 통보를 받자 자체 인력만으로 해결하기고 결정하고 사단으로부터 공병 1개중대를 지원받아 춘천 시민과 학생들의 도움으로 9개소(장재동 : 1개소, 인람리로부터 춘천간 : 6개소, 서상리 : 1개소, 지암리 : 1개소)에 유개 콘크리트와 그리고 중대마다 2 ~ 3개소의 통나무로 만든 유개호를 마련하고 호간에는 연락호로 연결하였으며 진전에는 지붕형 철조강을 쌍선으로 치고 그 중간에는 대인지뢰를 묻었다.

### 작전계획
사단장 김종오 대령은 날이 갈수록 빗발쳐 들어오는 북한군의 징후를 심상치 않게 주시하고 있었는데, 6월 19일에 제7연대장 임부택 중령으로부터 『북괴 제 2사단 소속의 전차병 한 명이 귀순하였는데 그의 진술에 의하면 북한군은 6월 23일부터 38도 분계선 접경에서 야외연습을 하기 위하여 일주간의 야간행군으로 전차 40대와 함께 화천에 도착하였는데 이곳에는 많은 병력과 포가 집결하고 있음을 보았다』는 보고를 하였다.
사단장은 1개 포로의 진술만으로는 정보의 정확도가 미약 인지하고 연대장에게 다시 확인하여 보고하도록 지시하였다.
이에 따라 연대장은 윤수용 소위를 장으로 한 수색대 30명을 화천 및 양구 쪽으로 잠입시켰는데 그들의 귀대보고에 따르면 『화천에 차량 400대 및 양구에 300대가 각각 춘천으로 남하할 태세를 갖추고 줄지어 있음을 목격하였고 그 양쪽에는 대병력이 숙영하고 있었다』는 것이다.
그리하여 자신이 직접 적정을 살피기로 하고 23일 08:00에 S-2 김동명 대위 및 S-3 이남호 소령을 대동하고 제 3대대 제 9중대 관측소로 올라갔다.
여기에서 그는 모진교 북쪽에서 대병력이 활발히 움직이고 있음을 목격하고 돌아왔는데, 때마침 초도순시차 온 사단장 김종오 대령에게 적정을 보고한 뒤에 조만간 어떠한 사태가 벌어질 것 같다고 덧붙였다.

## 전투 과정

### 6월 25일
04:00부터 북한군은 인람리 및 지암리에 격렬한 포격을 퍼부었고 1시간에 걸친 공격준비사격이 끝나고 사정을 연신하는 듯 하더니 운집한 대군이 가랑비와 지척을 분간할 수 없는 안개 속을 뚫고 추전리-청평리-고탄리-인람리-지암리의 각 도로를 따라 노도와 같이 침공하기 시작하였다.

### 6월 26일
전날 저녁 19:00에 실시한 대대의 반격으로 북한군은 많은 손실을 본 듯하여 옥산포 일대에 집결하고 있는 것으로 추단되었다.
연대장 임부택 중령은 제19연대 2대대가 우두산으로 오자 이에 힘을 얻고 옥산포를 수중에 넣은 북한군을 괴멸하기로 결심하고 제 1대대장 김용배 소령에게 08:00를 기하여 이를 공세하도록 명령하는 한편 너무 돌진하여 측방이 노출하지 않도록 약진한계선을 삼거리로 통제하였다.

### 6월 28일
북한군은 08:00에 보전포협동으로 세 방면으로 침공하였는데 그들의 전개 양상으로 보아 연대를 원창고개 부근에서 포위차단하려는 기도인 것으로 판단되었다.
즉 그들은 주공을 5번도로(춘천-홍천간)로 지향하고 전차 및 포병을 여기에 집중하여 연대의 정면으로 공격하고, 다른 두 개의 무리들은 동서로 분진하여 그 하나는 897고지를 침탈한 다음 계속 남하하고 있었다. 그리고, 또 다른 하나는 북한강을 따라 남하하다가 연대 좌측중복을 찌를 듯이 금병산으로 파고들기 시작하였다.
이 무렵 303고지로 철수하고 있던 근무대대장 김근호 대위는 서쪽 3km의 도로(46번 도로)에 긴 차량행렬을 이루면서 가평으로 향하는 적군을 목격하였는데 뒤에 확인된 바에 의하면 이는 적 제 2사단이 서울 동부를 목표로 서남진하는 것이었다.
김종수가 이끄는 제2대대는 그들의 주공의 침공을 맞아 이금열 중위가 이끄는 제2포대의 직접 지원 밑에 광파를 사진오퇴하는 치열한사격전을 3시간 동안이나 벌였으나 역부족하여 더 이상 지탱할 수 없는 난전을 하고 있었다.
연대장 임부택 중령은 야전지대에서 저항하게 된 불리한 지형조건과 첨예한 화력, 그리고 주보급로를 차단하려는 북한군의 계획을 간파하자 사단장이 강조한 원창고개 선에서의 방어를 결심하고 각 대는 제2, 1근무대대 순으로 선정한 진지를 점령하라고 명령하였다.
그런데 북한군의 압력은 예상외로 가속화하여 보급로의 차단이 목전에 다가옴을 느낀 연대장은 사단장 김종오 대령의 승인 밑에 원창선에서 좀 더 물러나서 있기로 하였다.
이에 따라 제2대대의 엄호하에 연대주력과 제2포대를 사현으로 집결하게 하였는데 이때에 연대장은 엄호대대였던 제2대대장 김종수 소령에게 『현 위치(원창고개)를 별명이 있을 때까지 고수하여 북한군을 저지격파하면서 그들의 침공을 최대한 정착시키라』고 명령하였다.
원창고개는 표고가 600m이며 요형 횡격실을 이루고 북쪽 산기슭은 급경사인데 수목이 없어 적토지대나 다를 바 없었다. 춘천으로부터 이 고개의 정상까지는 많은 굴곡을 이루고 있어 방자에게는 관측과 사계가 양호한 요역이었다.
대대장은 이 고개를 언제까지 고수하여야 할 지 예측할 수 없었기 때문에 적으로부터 완전히 포위될 위험과 극한 상황을 고려하여 피로에 지친 병사들을 격려하면서 전면 방어 태세를 갖추었다.

### 6월 29일
제2대대장 김종수 소령은 주력철수의 엄호를 마치자 적과의 일전을 다짐하면서 전력을 굳히고 때가 도래하기를 고대하였다. 이때 대대의 병사들은 소양강 공방전에서 전투다운 전투도 해보지 못하고 철수만 거듭하여 불평을 터트리고 있었다.
북한군의 포격이 점점 열도를 가하기 시작하더니 06:00에 사정이 연신되면서 2개 연대규모가 시야를 메우고 올라왔고 이들을 목격한 대대장은 『진전 200m로 접근할 때까지 사격하지 말라』고 명령하여 침묵을 지키고 있었다.
북한군은 북한기를 앞세우고 수파의 물결을 이루며 밀려들어 드디어 최후저지 사격권 내에 들었고 대대장의 사격개시 호령이 떨어지자마자 일제히 전 포구는 불을 토하고 소화기는 교차사격으로 집중 강타하니 전장은 순간에 도륙장으로 변화하여 북한군들의 비명은 하늘을 찔렀다.
악랄한 독전 밑에 사파가 쓰러지면 오파가 다시 비집고 나오는 연속적인 파상공격으로 돌파를 기도하였으나 끝내 시체만 누증시켰을 뿐으로 침공이 둔좌된 채 피아는 사격전으로 대치하게 되었다.
이윽고 11:00에 1개 대대 규모가 재침하기 시작하여 대대는 다시 전투태세를 갖추고 근접하기를 기다렸다. 바로 이때, 대대장은 제5중대장 김상흥 대위로부터 『적이 백기를 들고 올라옵니다』라는 보고를 접하고 앞으로 나가 보았더니 큰 백기를 흔들면서 올라오는 것이었다.
그는 북한군이 투항하려는 것으로 속단하고 사격을 중지시켰는데 병사들은 처음 보는 그들의 투항에 호 밖으로 튀어나와 빨리 올라오라고 환성을 지르며 맞이할 채비를 하였다.
그들은 서서히 웃음을 띠며 20m 앞까지 다가오더니 갑작스럽게 백기를 내던지자마자 어깨에 숨겼던 다발총을 꺼내 난사를 가함으로써 일순간에 백병전이 벌어졌고 피아가 얽힌 혼전으로 양측 모두 사격은 제쳐놓고 총검과 주먹의 대결장이 되었으며 대대장도 적병과 맞붙어 뒹굴다가 연락병이 날쌔게 이를 사살하고 위기일발에서 구출되었다.
난전격투 끝에 적을 격퇴하는 데 성공하였는데 비록 병력면에서는 호각을 이루었다고 하지만 그들은 병력이 분산된 데다 전의가 상실된 가운데 독전으로 몰아친 까닭으로 허수아비나 다를 바 없음에 반하여, 대대는 대부분의 호를 즉각 방패로 삼아 노출된 그들을 사살할 수 있었고 더욱이 대대장이 위기를 면한 즉시 진두에서 대대를 수습한 데 더욱 용전할 수 있었다.
대대장 김종수 소령은 『이때만 하여도 전투에 경험이 없었기 때문에 백기만 들면 투항하는 것이라고 간단히 생각하고 그들의 어깨에 걸머진 총에는 관심조차 갖지 않아 완전히 그들의 속임수에 넘어갔던 것이다. 이 사실을 육군본부에 보고하여 이러한 적의 기만에 속지 말도록 전군에 하달한 바 있다』고 술회하였다.
원창고개 전투 이후 제2대대는 질서 있는 철수를 하여 13:00에 사현에서 연대 주력에 합하였고 연대장 임부택 중령은 연대 전 병력이 집결하여 철수준비가 완료하자 각 지휘관을 소집하고 다음과 같은 요지의 명령을 하달하였다.

1. 연대는 화양강(홍천읍을 남쪽으로 끼고 흐르는 강) 남안으로 철수하여 방어진지를 점령하고 제 2연대의 철수를 엄호하는 한편 뒤를 쫓는 적을 진전에서 격쇄하려 한다. 

2. 제1대대는 371고지(원주가도의 우측)에 신 방어진지를 점령하라. 

3. 근무대대는 418고지(동가도의 좌측)에 신 방어진지를 점령하라. 

4. 제2대대는 삼마치에 신 방어진지를 점령하라. 

5. 연대 관측소는 371고지에 위치한다.』

— 제7연대장 중령 임부택

이리하여 13:30에 연대는 차량과 도보행군으로 사현을 출발하여 24:00에 각각 조지진지를 점령하고 급편방어에 임하였다.

## 결과 및 영향
사단은 5일간에 걸친 춘천 및 홍천 동북지구의 서전과 이에 이은 4일간의 지연전에서 북한군 제2군단에게 섬멸적인 타격을 줌으로써 그들이 전도하였던 속전속결의 망상을 송두리째 뒤집어 놓고 말았다.
더욱이 사단이 보유하고 있는 대전차화기가 무력하였음에도 불구하고 육박전으로 그들의 전차를 파괴하였다는 것은 대서특필할 만한 사실이었다.
이번 전투에서 사단이 승전고를 울릴 수 있었던 주요 원인은 각 연대가 38도 분계선상에서의 충돌을 통한 전투와 후방지역에서의 공비격멸작전을 전개함으로써 얼마간의 전투경험을 가졌기 때문에 병사들의 자질이 우수하였던 것이며, 특히 병력 및 장비가 열세함에도 불구하고 하천선방어와 산악지대의 지형을 최대로 이용하여 방어의 주도권을 장악한데 있었다.
그럼에도 불구하고 북한군은 고지대로 우회공격을 하지 않고 탄탄도로를 따라 정면 돌파를 시도 하였으니 그 한 예가 춘천지구전투에서 보리밭으로 밀집함으로써 포병의 좋은 목표물이 되었던 것이다. 결국 북한군 정면에서 침공을 되풀이하다가 제 2사단이 와해되고 제 7사단을 전용하지 않으면 안 되었다.
또 한 가지는 사실보도 아닌 제17연대의 해주 점령 및 제7사단의 의정부 탈환과 북진중이라는 보도는 사단 장병들에게 사기를 고취시키는 청량제가 되기도 하였으니 진지를 고수하고 이어서 38도 분계선으로 반격하여 북상하고자 소양교까지 폭파하지 않고 전기를 만회하려 한 점이다.
비록 전세는 역전되었지만 소양강 북안일대에는 북한군의 시체가 산적하여 전차 기동이 여의치 않아 강 속에 쓸어 넣었는가 하면 끝내 무한궤도로 깔아 뭉게고 넘어와 도강하였으니 격전을 상상할 수가 있고 북한군의 손실이 막심하였음을 알 수 있다.
작전기간 중 사단은 육군본부와의 통신이 유지되지 못함으로써 전반적인 전황을 파악할 수 없어 작전지도에 차질을 초래하게 하였다.
뿐만 아니라 예하 부대에서도 통신장비의 부족으로 심지어 홍천에서는 체신부의 전신선을 부대별로 할당하여 유선통화를 하여 궁핍을 모면하는 등 가장 곤란한 것이 통신문제였다.
한편 북한군 제2군단을 서울 점령에 집착한 나머지 제7사단을 홍천 동북쪽에서 역전시켜 홍천으로의 침공이 지연되고 군단 본연의 임무를 수행하지 못하는 과오를 범한 데다 사단의 기습적인 공세에 몰려 그들 전차의 충격력은 사라지고 뒤를 쫓는 데에 불과하였으며, 또한 측방타격이나 우회추격에 실패함으로써 사단전투능력의 회복이 예상외로 빨랐던 것이다.
어떻든 사단은 질서 있는 지연전으로 기간 중에 충주를 점령하여 아군을 동서로 양단하려던 그들의 기도를 무산시키는 데 주효하였던 것이다.
이후 북한군은 이와 같은 작전결과에 대하여 책임을 물어 군단장 김광협 소장이 해임당하고 그 후임으로 김무정 중장을 임명하였으며 이보다 앞서 7월 초에 제2사단장 이청송 소장은 최현 소장으로, 제7사단장 전우 소장은 최충국 소장으로 각각 교체되었고, 7월 3일에는 제7사단을 제12사단으로 개칭하여 패전의 오욕을 씻으려 안간힘을 기울였다.
또한 북한군들이 제6사단 특히 제7연대의 선전 앞에 무릎을 꿇고 춘천바위라고까지 별명을 붙이게 된 것도 이를 증명하고도 남음이 있었고 이 때문에 북한군이 3일간 한강을 건너지 못했다는 주장이 있다.. 결국 이 결정적인 춘천 전투로 인해서 6월 28일까지 북한군이 남침을 잠깐 중단했으며, 이 중단으로 인해 대한민국과 미국이 결정적으로 시간을 끌어서 적화통일을 막아낸 큰 계기가 되기도 했다.

## 평가
북한을 방문한 폴란드 무관 파우엘 모나트 대좌는 북한군 제2군단 참모장 최린 소장의 진술을 토대로 소련군 총참모부가 작전을 수립할 때 한국군의 능력을 너무 경시하고 북한군의 능력을 과대평가하였다고 주장하였다.
현재 대한민국에선 춘천전투를 춘천대첩으로 재명명하여 2000년 6월 26일 춘천에 춘천대첩기념평화공원을 설립하였다.

## 같이 보기
- 오산 전투
- 대전 전투

## 참고자료
- 소진철, 한국전쟁 어떻게 일어났나, 한국학술정보 2008년, ISBN 978-89-534-6814-6